# 無價之寶 (2011年電影)
《無價之寶》是一部2011年的香港電影，由王晶執導、監製兼編劇，張栢芝、鄭中基、王晶、林妙可主演。

## 演員表
- 張柏芝 飾 江慧妮
- 鄭中基 飾 高大龍
- 王　晶 飾 何能威
- 林妙可 飾 高思思
- 鄭伊健 飾 路志明

## 外部連結
- 香港影庫上《無價之寶》的資料（繁體中文）
- 開眼電影網上《無價之寶》的資料（繁體中文）
- 豆瓣电影上《無價之寶》的資料 （简体中文）
- 时光网上《無價之寶》的資料（简体中文）
- 爛番茄上《無價之寶》的資料（英文）
- 互联网电影数据库（IMDb）上《無價之寶》的资料（英文）